# 棘刺瓜参
棘刺瓜参（学名：Pseudocnus echinatus）为瓜参科刺瓜参属的动物。分布于日本、红海以及中国大陆的福建、广东等地，主要生活于沿岸浅海以及水深5-50米的粗沙贝壳底。该物种的模式产地在日本。